# 梦之船
梦之船（德語：Das Traumschiff），是德国电视二台（ZDF）制作的著名系列电视故事片，从1981年开始制作该系列的第一部《巴哈马》，到2012年制作《巴里》，已经完成了67部。该系列片均以德国豪华游船周游世界为背景，展开一些悲欢离合的喜剧故事，每部片子的故事是相对独立的。

## 历史
最初该系列是由德国电视制作人Wolfgang Rademann策划，模仿美国电视系列片《爱之船》（The Love Boat）改编而成。美国《爱之船》系列从1977年开始到1986年停止，总共出了8集，而德国《梦之船》直到2012年还没有停止，目前为止已经出了67集。
与中国风光有关的片子是第23集《香港》（1993年）和第54集《上海》（2006年）。

## 演员
该系列片中游船大堂女经理的角色自第1集（1981）到第67集（2012）始终由Heide Keller（1941-）扮演。

## 音乐
从该系列的第四部《多米尼加》开始采用了詹姆斯·拉斯特(James Last)编写的主题音乐。

## 游船
第1集（1981年）到第12集（1984年）利用德国旅游邮船“Vistafjord”号和“Astor”号拍摄。第13集（1986年）到第33集（1999年）利用“Berlin”号游船。第34集（1999年）到第67集（2012）利用“Deutschland”号。